# Carlos Sevilla
Carlos Sevilla Dalgo (Quito, 26 agosto 1950) è un allenatore di calcio ecuadoriano che ha guidato la Nazionale di calcio dell'Ecuador durante la Copa América 1999.

## Carriera
Dopo aver allenato squadre del settore giovanile dal 1977 al 1984, debuttando nel campionato di calcio ecuadoriano proprio nell'84 raggiungendo il quinto posto con il Deportivo Quito; già nel 1985 raggiunge il secondo posto e la conseguente classificazione alla Coppa Libertadores 1986, con nomina a miglior giocatore esordiente per Álex Aguinaga; nel 1986 disputa una buona Libertadores, e nel 1987 assume la guida del Técnico Universitario, squadra con cui si classifica al quinto posto nel campionato nazionale. Nel 1988 riesce ad ottenere il quarto posto con il Macará, e nel 1989 ottiene la chiamata della squadra più titolata dell'Ecuador, l'El Nacional di Quito.
Con i Puros Criollos vince la prima fase del campionato nazionale sia nel 1989 che nel 1990, ottenendo due secondi posti nelle seconde fasi, rimanendo imbattuti per 26 partite nella stagione 1990, grazie anche ai gol di Ermen Benítez. Nel 1991 torna al Deportivo Quito, classificandosi al quarto posto; nel 1992 viene chiamato a guidare il recentemente formatosi Green Cross, ottenendo la qualificazione alla Coppa CONMEBOL, impresa ripetuta nel 1993. Nel 1994 guida l'ESPOLI al debutto in prima divisione, classificandosi al quinto posto nella Liguilla post-season.
Nel 1995 è l'LDU Quito a richiedere il tecnico, che chiude il campionato al terzo posto, ottenendo la qualificazione alla Coppa CONMEBOL. Nel 1997 lascia Los Albos per l'ESPOLI prima e all'Emelec poi, con cui si classifica al terzo posto; nel 1998 ottiene la seconda piazza, la qualificazione alla Coppa Libertadores 1999 e assistendo all'esplosione di Iván Kaviedes, massimo realizzatore del campionato con 43 reti, risultato che lo porterà a diventare il miglior marcatore mondiale di quell'anno.
Nel 1999 ottiene l'incarico di Commissario Tecnico della Nazionale di calcio dell'Ecuador, sostituendo il colombiano Francisco Maturana, e partecipando alla Copa América 1999; finito nel difficile gruppo con Argentina, Colombia e Uruguay, l'Ecuador perde le tre partite del girone, e la competizione si chiude con le uniche note positive dei gol di Kaviedes. Dopo aver lasciato la Nazionale, Sevilla torna in Ecuador, classificandosi al quinto posto in campionato; nel 2001 vince il campionato con l'Emelec, classificandosi alla Libertadores e ottenendo anche un posizionamento tra i primi 30 club nel mondo, prima società ecuadoriana a raggiungere tale risultato. Nel 2008 ha guidato il Deportivo Quito alla vittoria del campionato nazionale.

## Palmarès

### Club

#### Competizioni nazionali
- Campionato ecuadoriano: 2

Emelec: 2001
Deportivo Quito: 2008